# Phytomyza enigmatosa
Phytomyza enigmatosa är en tvåvingeart som beskrevs av Zlobin 1994. Phytomyza enigmatosa ingår i släktet Phytomyza och familjen minerarflugor. Inga underarter finns listade i Catalogue of Life.